# Mentocrex kioloides
El rascón kioloide (Mentocrex kioloides) es una especie de ave gruiforme de la familia Sarothruridae. Es endémica de los bosques y zonas húmedas del norte y el este de Madagascar. 